# Вириална теорема
Вириалната теорема в механиката предоставя общо уравнение, което съотнася средната (по орбита) кинетична енергия на стабилна система от дискретни частици, ограничени от потенциални сили, със средната потенциална енергия на системата. Математически, теоремата има вида:
{\displaystyle \left\langle T\right\rangle =-{\frac {1}{2}}\,\sum _{k=1}^{N}{\bigl \langle }\mathbf {F} _{k}\cdot \mathbf {r} _{k}{\bigr \rangle }}
за общата кинетична енергия ⟨T⟩ на N частици, където Fk е силата на k-тата частица, намираща се в позиция rk, а ъгловите скоби представляват осреднение на приложеното количество.
Значимостта на вириалната теорема е в това, че тя позволява да се изчисли средната обща кинетична енергия дори за много сложни системи, които нямат точно решение, като например тези, разглеждани в статистическата механика. Тази средна обща кинетична енергия е свързана с температурата на системата чрез теоремата за равноразпределението. Все пак, вириалната теорема не зависи от понятието за температура и важи дори за системи, които не са в топлинно развновесие. Вириалната теорема е обобщена по различни начини, но най-вече в тензорна форма.
Ако силата между две частици в системата се дължи на потенциална енергия V(r) = αrn, която е пропорционална на дадена сила n на междучастичното разстояние r, вириалната теорема приема вида:
{\displaystyle 2\langle T\rangle =n\langle V_{\text{TOT}}\rangle .}
Следователно, два пъти средната обща кинетична енергия ⟨T⟩ е равна на n пъти средната обща потенциална енергия ⟨VTOT⟩. Докато V(r) представлява потенциалната енергия между две частици, VTOT представлява общата потенциална енергия на системата, тоест сбора на потенциалната енергия V(r) от всички двойки частици в системата. Често срещан пример за такава система е звезда, поддържана от собствената си гравитация, където n е −1. Чрез вириалната зависимост може да се прецени масата на звездите в галактиката, тъй като тя определя потенциалната енергия на взаимодействие.
Теоремата е установена от Рудолф Клаузиус през 1870 г.